# Cyathea woodwardioides
Cyathea woodwardioides är en ormbunkeart som beskrevs av Georg Friedrich Kaulfuss. Cyathea woodwardioides ingår i släktet Cyathea och familjen Cyatheaceae. Inga underarter finns listade.